# Proximaal interfalangeaal gewricht

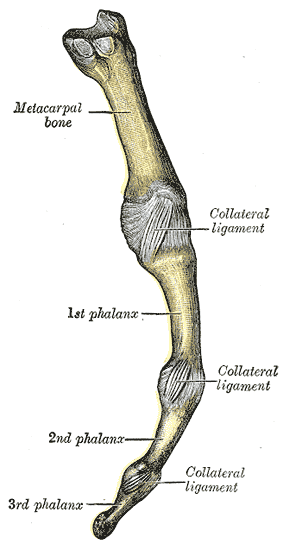
De vingergewrichten met het PIP tweede van onderen

Het proximale interfalangeale gewricht, PIP-gewricht, alleen PIP of articulus interphalangicus proximalis is een gewricht in de vingers en de tenen. Het is het gewricht tussen het voorlaatste en het basiskootje. De tweede P in PIP komt van de ouderwetse Latijnse spelling van falanx, kootje, met ph voor f. De duim en grote teen hebben maar twee kootjes, vinger- en teenkootjes, in plaats van drie, dus geen PIP-gewricht.
Andere gewrichten
- De gewrichten op de plaats in de hand proximaal van de PIP-gewrichten, onder de knokkels, zijn de MCP-gewrichten. De gewrichten in de voet, op de plaats waar de tenen aan de voet zitten, heten de MTP-gewrichten.
- De laatste gewrichten, distaal van de PIP-gewrichten, in de vingers en de tenen zijn de DIP-gewrichten.